# Rokytne (Bilocerkevský rajón)
Rokytne (ukrajinsky Рокитне, rusky Ракитное – Rakitnoje) je městys (ukrajinsky selyšče) v Kyjevské oblasti na Ukrajině. K roku 2016 v něm žilo přes jedenáct tisíc obyvatel.

## Poloha
Rokytne leží na levém, severním břehu Rosu, pravého přítoku Dněpru. Od Kyjeva je vzdáleno přibližně pětadevadesát kilometrů jihozápadně.

## Dějiny
V oblasti je doloženo osídlení Černjachovské kultury.
Samo Rokytne je poprvé zmiňováno v písemných pramenech z 15. století, ovšem trpělo tatarskými vpády a po vpádu v roce 1527, který zastavil Konstantin Ostrožský v bitvě u Olšanycji, je považováno za pusté. Proto je někdy za první zmínku o současném sídle považována až listina z roku 1590, kterou Zikmund III. Vasa dává v držení Rokytne Kryštofovi Kosynskému. Později se stal spor o držení Rokytneho byl jedním z důvodů Kosynského povstání.
Od roku 1957 má Rokytne status městysu.

### Rodáci
- Dmitrij Ljudvigovič Tomaševič (1899–1974), sovětský letecký konstruktér
- Isaak Michajlovič Cidilkovskij (1923–2001), sovětský fyzik
- Kateryna Vasylivna Hryhorenková (* 1985), ukrajinská běžkařka
- Oleksij Ruslanovyč Krasovskyj (* 1994), ukrajinský běžkař